# Beilschmiedia tonkinensis
Beilschmiedia tonkinensis är en lagerväxtart som först beskrevs av Paul Lecomte, och fick sitt nu gällande namn av Henry Nicholas Ridley. Beilschmiedia tonkinensis ingår i släktet Beilschmiedia och familjen lagerväxter. Inga underarter finns listade i Catalogue of Life.